# Actinoscelis
Actinoscelis is een geslacht van vlinders van de familie Stathmopodidae.

## Soorten
- A. astricta Turner, 1923
- A. irina Meyrick, 1912